# Косцян (гміна)
Гміна Косцян (пол. Gmina Kościan) — сільська гміна у північно-західній Польщі. Належить до Косцянського повіту Великопольського воєводства.
Станом на 31 грудня 2011 у гміні проживало 15617 осіб.

## Територія
Згідно з даними за 2007 рік площа гміни становила 202.27 км², у тому числі:
- орні землі: 81.00%
- ліси: 10.00%

Таким чином, площа гміни становить 27.99% площі повіту.

## Населення
Станом на 31 грудня 2011:
| Опис     | Загалом | Загалом | Чоловіки | Чоловіки | Жінки | Жінки |
| -------- | ------- | ------- | -------- | -------- | ----- | ----- |
| одиниця  | осіб    | %       | осіб     | %        | осіб  | %     |
| все      | 15617   | 100     | 7801     | 49.95    | 7816  | 50.05 |
| міське   | 0       | 100     | 0        |          | 0     |       |
| сільське | 15617   | 100     | 7801     | 49.95    | 7816  | 50.05 |

## Сусідні гміни
Гміна Косцян межує з такими гмінами: Каменець, Косцян, Кшивінь, Сміґель, Стеншев, Чемпінь.